# 852 Wladilena
852 Wladilena este o planetă minoră ce orbitează Soarele, descoperită de S. Beleavski la 2 aprilie 1916. A fost denumită după liderul comunist rus Vladimir Lenin.